# Brotas (navio)
N/T Brotas é um navio mercante do tipo petroleiro brasileiro.
Construído no estaleiro Ishikawajima do Brasil Estaleiros (ISHIBRÁS), no Rio de Janeiro, a embarcação teve a sua construção iniciada em 4 de fevereiro de 1985, contratado pela Petróleo Brasileiro S.A. Petrobrás e foi a terceira unidade de uma série de três navios encomendados em outubro de 1981.
Os outros navios da série foram batizados Bicas e Bagé, todos os três destinados para o transporte de petróleo e derivados escuros.
A partir de então passou a realizar viagens regulares de longo curso, na linha Golfo do México - Brasil.
No ano de 2001, com a criação da subsidiária para transporte do sistema Petrobrás, a empresa Petrobras Transporte S.A. Transpetro, assumiu a armação do navio.

## Acidentes
Em dezembro de 1986  O/O Jacuí (ex- Jarí) também construído pelo estaleiro ISHIBRÁS colidiu nas proximidades do Cabo de São Tomé com o petroleiro Brotas. O acidente foi causado pelo Jacuí que realizava operação de limpeza de tanques para carregamento de minério. O Brotas sofreu pesadas avarias no costado de bombordo junto a casa de bombas, e na superestrutura, e passou por reparos em um estaleiro no Rio de Janeiro. O Jacuí teve o seu bulbo e bico de proa avariados, realizou reparos de emergência e seguiu viagem para o Japão.
Em 1987, quando o navio estava fundeado na Baía de Guanabara, um forte vento conhecido como Caju desgarrou o navio, que no arrasto de âncora danificou cabos de força do terminal de GLP da Ilha Redonda.

O/O: Navio de de uso misto, minério e petróleo (Ore-Oil);

N/T: Navio Tanque.